# Jubileumi Udvari Emlékérem

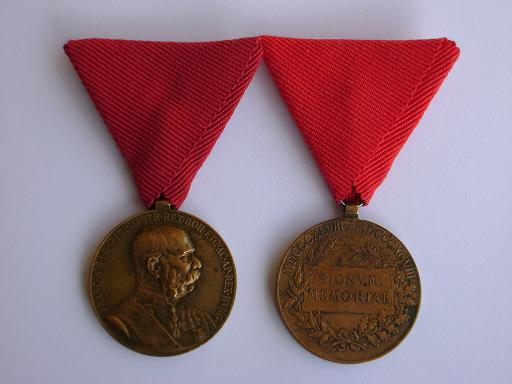
Jubileumi Udvari Emlékérem

A Jubileumi Udvari Emlékérmet (németül: Jubiläums-Erinnerungsmedaille) I. Ferenc József császár uralkodásának 50. évfordulójára adták ki 1898. augusztus 18-án.

## Változatok
Az Osztrák–Magyar Hadsereg és a Csendőrség számára kétféle változatban készült.
A bronzból készült érmet majdnem minden, aktív állományban lévő katona, illetve tengerész és csendőr megkapta. Azon nők is megkaphatták, akik katonai tanintézményeknél, katonai iskoláknál dolgoztak.
Egy különleges, aranyozott változatot is kiadtak azon katonák számára, akik 1898. december 2-án betöltötték 50. szolgálati évüket, vagy már ennél is több évet eltöltöttek állományban.

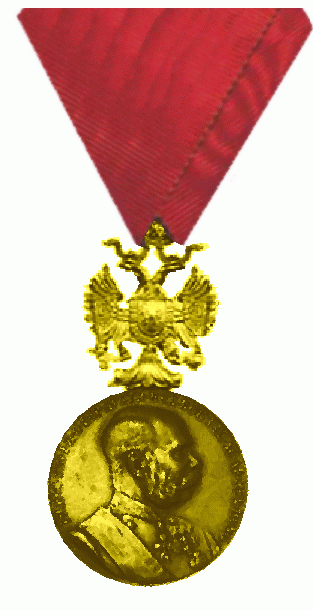
Jubileumi Udvari Emlékérem az 50. szolgálati évüket betöltöttek számára

## Leírása és viselése

### Az érem
Az érem átmérője 34 és 35 mm között van. Elülső oldalán I. Ferenc József arcmása látható a FRANC•IOS•I•D•G•IMP•AVSTR•REX•BOH•ETC•AC•AP•REX•HVNG latin felirattal.
A hátoldalán egy keretbe foglalt, latin nyelvű szöveg olvasható: SIGNVM / MEMORIAE (Emlékérem), amit tölgyfa és babérkoszorú foglal körül. Felette félkörívben az évszámok: MDCCCXLLVIII-MDCCCXCVIII (1848–1898).
A különleges aranyozott emlékérem és a szalaghoz rögzítő karika között egy császári koronát viselő kétfejű sas van.

### A szalag
A Jubileumi Udvari Emlékérmet egy 40 mm széles, vörös színű háromszögletű szalagon viselték.

### Viselése
Az emlékérmet mellkason, baloldalt viselték.